# Papyrus (書体)
Papyrus（パピルス）は、グラフィックデザイナー、イラストレーター、ウェブデザイナーであるクリス・コステロによってデザインされた、幅広く利用可能な書体。1982年にLinotype社から発表され、粗い縁、不規則な曲線、大文字の横画が高いなど、多くの特徴がある。

## 概要と歴史
コステロは1982年、大学を卒業したばかりの23歳の時に、このフォントを作成した。聖書を研究していたコステロは、聖書の時代に中東で書かれたフォントはどのようなものだっただろうかという考えに辿り着いている。コステロは、カリグラフィーペンと織り目加工された紙を使用し、半年かけてフォントを手描きしている。「2000年前にパピルスで書かれたような英語の文章を表現できるフォントを目指した」とコステロは語っている。コステロは翌年、Letrasetと共にこのフォントをPapyrusをリリースした。Papyrusは、粗い縁、不規則な曲線、大文字の横画が高いなど、多くの特徴を持っている。この書体の現在の所有者であるITCは、Papyrusを「伝統的なローマ字の優雅さと高度な技術を要するカリグラフィーの手作りの外観を効果的に融合させた珍しいローマン体」と評している。コステロはフォントの権利を750ドルで売却し、2020年以降、MacやマイクロソフトのOSを使用した全てのパソコンに搭載されているにもかかわらず、2017年現在も「非常に低い」ロイヤルティーしか受け取っていないとしている。

## 派生
Elsner+Flakeから販売されている代替フォントにはPapyrus EF Alternatives（またはPapyrus EF Regular）があり、コステロのフォントに僅かな変化を与えている。大文字のPが短くシャープである、大文字のEの上の線が中の線より長い、Aがスウォッシュのものであるなどの違いがある。

## 可用性
Papyrusは、マイクロソフト社のWindows用プログラムの多くに搭載されている。macOSには、Papyrusが標準インストールされている（2003年にリリースされたバージョン10.3以降から）。

## 使用
Papyrusは、カフェや教会のパンフレットといった、アンティークな外観が望ましい場所でよく使われている。また、Comic Sans同様に、コステロを含むグラフィックデザイナーが、Papyrusは不要だと批判することもよくある。
本フォントと同名のキャラクター(後述)が登場するコンピュータゲーム『UNDERTALE』の日本語版ディレクターを務めたジョン・リカーディはゲームを専門とするニュースサイト「4Gamer.net」とのインタビューの中で、本フォントについて「アメリカでは、『さえない店が自分をかっこよく見せたいときに使うフォント』として認識されている」と話している。
Papyrusはグラフィックデザインにおいて、通常は意図されていない場面で普及していることから、長年にわたって悪名を馳せてきていた。書体に対する批判は、Comic Sansに対するものと非常によく似ている。2008年には、Papyrusの普及と誤用を記録するためのウェブサイト「Papyrus Watch」が作成された。
ジェームズ・キャメロン監督の映画『アバター』では、タイトルと字幕にPapyrusが使用されている。ライアン・ゴズリングが出演したサタデー・ナイト・ライブスケッチで、この映画での使用が取り上げられた。また、Papyrusはシャキーラのグッズの他、シーシャラウンジやノーブランドのお茶の会社などでも広く使用されている。
トビー・フォックスが開発したコンピュータゲーム『UNDERTALE』に登場するパピルス（Papyrus）というキャラクターの名前は本フォントに由来しており、台詞は大文字のPapyrusのフォントで表示される。また、同作にパピルスの兄として登場するサンズ（Sans）の名前はComic Sansにちなんでいる。